# 日本海東北自動車道
日本海東北自動車道（にほんかいとうほくじどうしゃどう、英語: NIHONKAI TOHOKU EXPWY）は、新潟県新潟市江南区の新潟中央ジャンクション (JCT) から、山形県を経由し、秋田県秋田市の河辺JCTへ至る高速道路である。
略称は日本海東北道（にほんかいとうほくどう）、日東道（にっとうどう）。本線上の案内標識では両方の略称が表示されている。ラジオ等の交通情報では前者で呼ばれることがほとんどである。象潟インターチェンジ (IC) から本荘ICは一般国道の自動車専用道路、その他の区間は高速自動車国道として供用されている。
2024年（令和6年）3月現在、新潟中央JCT（新潟県新潟市江南区） - 朝日まほろばIC（新潟県村上市）間、あつみ温泉IC（山形県鶴岡市） - 遊佐鳥海IC（山形県遊佐町）間、象潟IC（秋田県にかほ市） - 河辺JCT（秋田県秋田市）間が開通している。
高速道路ナンバリングによる路線番号は、秋田自動車道（河辺JCT - 小坂JCT間）とともに「E7」が割り振られている。

## 概要
日本海沿岸の縦貫軸として、新潟県下越、山形県庄内、秋田県沿岸部の3地域を結ぶ高速道路。盆地の東北自動車道や、太平洋沿岸の常磐自動車道・三陸沿岸道路などと共に、東北地方を南北に縦貫するルートの一つとして整備が進められている。ほぼ全線にわたって国道7号やJR羽越本線と並行し、全通した場合は近畿圏や中京圏、首都圏から北東北への最短ルートとなる。
豪雪地帯を通過するため、冬季は普通タイヤ車を対象にチェーン規制が実施されることが多い。

### 路線名
- 北陸自動車道 : 新潟中央JCT - 新潟空港IC
- 日本海沿岸東北自動車道 : 新潟空港IC - 朝日まほろばIC
- 日本海沿岸東北自動車道 : あつみ温泉IC - 鶴岡JCT
- 東北横断自動車道酒田線 : 鶴岡JCT - 酒田みなとIC
- 日本海沿岸東北自動車道 : 酒田みなとIC - 遊佐鳥海IC
- 一般国道7号 象潟仁賀保道路 : 象潟IC - 仁賀保IC
- 一般国道7号 仁賀保本荘道路 : 仁賀保IC - 本荘IC
- 日本海沿岸東北自動車道 : 本荘IC - 河辺JCT

長らく日本海沿岸東北自動車道の基本計画区間だった朝日まほろば - あつみ温泉間、遊佐 - 象潟間の2区間は、それぞれ一般国道7号の朝日温海道路（ 朝日まほろばIC - あつみ温泉IC）、遊佐象潟道路（遊佐鳥海IC - 象潟IC）として2013年（平成25年）5月15日に事業化され、高規格道路が連結する見込みである。
国土開発幹線自動車道の路線名は新潟中央JCT - 新潟空港ICが北陸自動車道、新潟空港IC - 河辺JCTが日本海沿岸東北自動車道である。案内標識上は未開通の朝日温海道路・遊佐象潟道路を除き上記のすべての区間で「日本海東北自動車道」の名称が使用されている。
当初、新潟中央JCT - 新潟空港ICは北陸自動車道として供用されていたが、2002年（平成14年）5月26日の新潟空港IC - 聖籠新発田ICの開通に合わせ、日本海東北自動車道に変更された区間である。この開通に合わせて、インターチェンジ番号やキロポストも北陸自動車道の（米原JCTを起点とした）ものから新潟中央JCTを起点としたものに変更された。この他、鶴岡JCT - 酒田みなとICは開通当初山形自動車道として供用されていたが、2012年（平成24年）3月24日のあつみ温泉IC - 鶴岡JCTの開通に合わせ、日本海東北自動車道に変更された区間である。
日本海東北自動車道（日東道）と日本海沿岸東北自動車道（日沿道）は名称が類似しているため混同されやすいが、日沿道自体は新潟市 - 青森市までの区間であり、開通区間は日本海東北自動車道の新潟空港IC以北の区間のほか、河辺JCT - 二ツ井白神ICおよび大館能代空港IC - 小坂JCT間が秋田自動車道、小坂JCT - 青森IC間は東北自動車道として供用もしくは事業化されている。

## インターチェンジなど
- 便宜上、朝日温海道路、遊佐象潟道路を含めて記載する。
- IC番号欄の背景色が■である区間は既開通区間に存在する。
施設欄の背景色が■である区間は未開通区間または未供用施設に該当する。
未開通区間の名称は仮称である。
- スマートインターチェンジ (SIC) は背景色■で示す。
- 路線名の特記がないものは市道。
- バスストップ (BS) のうち、○/●は運用中、◆は休止中の施設。無印はBSなし。
- 英略字は以下の項目を示す。
IC：インターチェンジ、SIC：スマートインターチェンジ、JCT：ジャンクション、SA：サービスエリア、PA：パーキングエリア、TB：本線料金所、BS：バスストップ、TN：トンネル

| IC 番号         | 施設名           | 接続路線名                                                                               | 起点 から (km) | BS | 備考                                                               | 所在地 | 所在地          | 所在地          |
| --------------- | ---------------- | ---------------------------------------------------------------------------------------- | -------------- | -- | ------------------------------------------------------------------ | ------ | --------------- | --------------- |
| E8 北陸自動車道 |                  |                                                                                          |                |    |                                                                    |        |                 |                 |
| 42              | 新潟中央JCT      | E49 磐越自動車道                                                                         | 0.0            | -  |                                                                    | 新潟県 | 新潟市          | 江南区          |
| 1               | 新潟亀田IC       | 国道49号（亀田バイパス） 都市計画道路弁天線                                              | 3.2            |    |                                                                    | 新潟県 | 新潟市          | 江南区          |
| 1-1             | 新潟東SIC 西野BS | 県道4号新潟港横越線                                                                      | 7.4            | ○  |                                                                    | 新潟県 | 新潟市          | 江南区          |
| 2               | 新潟空港IC       | 県道16号新潟亀田内野線                                                                   | 9.2            |    |                                                                    | 新潟県 | 新潟市          | 江南区          |
| 2-1             | 豊栄SA/SIC       | 県道27号新潟安田線（市道経由）                                                           | 11.7           |    | 新潟中央JCT方面出入口                                              | 新潟県 | 新潟市          | 北区            |
| -               | 葛塚BS           | -                                                                                        | 16.6           | ○  |                                                                    | 新潟県 | 新潟市          | 北区            |
| 3               | 豊栄新潟東港IC   | 県道46号新潟中央環状線                                                                   | 18.3           |    |                                                                    | 新潟県 | 新潟市          | 北区            |
| 4               | 聖籠新発田IC     | 国道7号（新新バイパス）                                                                  | 25.7           | ○  |                                                                    | 新潟県 | 北蒲原郡 聖籠町 | 北蒲原郡 聖籠町 |
| -               | 加治川紫雲寺BS   | -                                                                                        | 31.6           | ○  |                                                                    | 新潟県 | 新発田市        | 新発田市        |
| -               | 救急車緊急退出路 | 県道21号新発田紫雲寺線                                                                   | 31.6           |    | 聖籠新発田IC方面出口 新潟県立新発田病院に接続 加治川紫雲寺BSに併設 | 新潟県 | 新発田市        | 新発田市        |
| 5               | 中条IC           | 県道591号中条インター線                                                                  | 36.9           |    |                                                                    | 新潟県 | 胎内市          | 胎内市          |
| -               | 中条TB           | -                                                                                        | 37.0           | -  |                                                                    | 新潟県 | 胎内市          | 胎内市          |
| 5-1             | 胎内SIC          | 新潟県道314号笹口浜中条線                                                                | 41.4           |    | 新潟中央JCT方面出入口 同地には胎内BSがあったが2020年3月31日廃止    | 新潟県 | 胎内市          | 胎内市          |
| 6               | 荒川胎内IC       | 国道113号（荒川道路）                                                                    | 46.6           |    |                                                                    | 新潟県 | 村上市          | 村上市          |
| -               | 荒川PA/BS        | -                                                                                        | 49.1           | ◆  | BSは休止中                                                         | 新潟県 | 村上市          | 村上市          |
| 7               | 神林岩船港IC     |                                                                                          | 53.7           |    | 道の駅神林が近接(0.9km)                                            | 新潟県 | 村上市          | 村上市          |
| 8               | 村上瀬波温泉IC   | 県道286号岩船港線 県道531号村上神林線                                                    | 57.7           |    |                                                                    | 新潟県 | 村上市          | 村上市          |
| 9               | 村上山辺里IC     | 県道207号大栗田村上線                                                                    | 61.4           |    | 新潟中央JCT方面出入口                                              | 新潟県 | 村上市          | 村上市          |
| 10              | 朝日三面IC       | 県道349号鶴岡村上線                                                                      | 63.7           |    | 新潟中央JCT方面出入口                                              | 新潟県 | 村上市          | 村上市          |
| 11              | 朝日まほろばIC   | 県道208号小揚猿沢線                                                                      | 67.5           |    | 道の駅朝日が近接(0.8km)                                            | 新潟県 | 村上市          | 村上市          |
|                 | 大須戸IC         |                                                                                          |                |    | 朝日温海道路として事業中                                           | 新潟県 | 村上市          | 村上市          |
|                 | 大須戸第二IC     | 国道7号                                                                                  |                |    | 朝日温海道路として事業中                                           | 新潟県 | 村上市          | 村上市          |
|                 | 北中IC           |                                                                                          |                |    | 朝日温海道路として事業中                                           | 新潟県 | 村上市          | 村上市          |
|                 | 勝木IC           |                                                                                          |                |    | 朝日温海道路として事業中                                           | 新潟県 | 村上市          | 村上市          |
|                 | 府屋IC           |                                                                                          |                |    | 朝日温海道路として事業中                                           | 新潟県 | 村上市          | 村上市          |
|                 | 鼠ヶ関IC         | 国道345号                                                                                |                |    | 朝日温海道路として事業中 道の駅あつみを移転・併設予定              | 山形県 | 鶴岡市          | 鶴岡市          |
| 13              | あつみ温泉IC     | 県道348号温海川木野俣大岩川線                                                            | 104.2          |    |                                                                    | 山形県 | 鶴岡市          | 鶴岡市          |
| -               | あつみTN         | -                                                                                        | -              | -  | 長さ6,022 m 危険物積載車両通行禁止                                 | 山形県 | 鶴岡市          | 鶴岡市          |
| 14              | いらがわIC       | 県道61号菅野代堅苔沢線                                                                   | 112.1          |    | 鶴岡JCT方面出入口                                                  | 山形県 | 鶴岡市          | 鶴岡市          |
| 15              | 三瀬IC           |                                                                                          | 116.8          |    | 鶴岡JCT方面出入口                                                  | 山形県 | 鶴岡市          | 鶴岡市          |
| -               | 矢引PA           | -                                                                                        | 121.5 121.6    |    | 一般車は駐車場のみ KPは上段 下り線、下段 上り線                    | 山形県 | 鶴岡市          | 鶴岡市          |
| 16              | 鶴岡西IC         | 国道7号                                                                                  | 125.4          |    |                                                                    | 山形県 | 鶴岡市          | 鶴岡市          |
| -               | 鶴岡JCT TB       | -                                                                                        | 128.5          | -  |                                                                    | 山形県 | 鶴岡市          | 鶴岡市          |
| 17              | 鶴岡JCT          | E48 山形自動車道                                                                         | 130.0          | -  | 新潟方面⇔酒田方面、 山形方面⇔酒田方面のみ接続                      | 山形県 | 鶴岡市          | 鶴岡市          |
| 18              | 庄内空港IC       | 県道33号庄内空港立川線                                                                   | 137.8          |    |                                                                    | 山形県 | 酒田市          | 酒田市          |
| 19              | 酒田IC           | 国道7号                                                                                  | 144.9          |    |                                                                    | 山形県 | 酒田市          | 酒田市          |
| -               | 酒田TB           | -                                                                                        | 144.9          | -  |                                                                    | 山形県 | 酒田市          | 酒田市          |
| 19-1            | 酒田中央IC       | 国道47号（余目酒田道路） 県道40号酒田松山線                                              | 149.8          |    |                                                                    | 山形県 | 酒田市          | 酒田市          |
| 20              | 酒田みなとTB     | -                                                                                        | 156.3          | -  |                                                                    | 山形県 | 酒田市          | 酒田市          |
| 20              | 酒田みなとIC     | 県道59号酒田八幡線                                                                       | 156.6          |    |                                                                    | 山形県 | 酒田市          | 酒田市          |
| 21              | 遊佐比子IC       | 国道7号                                                                                  | 162.1          |    | 秋田方面出入口                                                     | 山形県 | 飽海郡 遊佐町   | 飽海郡 遊佐町   |
| 22              | 遊佐菅里IC       | 国道7号                                                                                  |                |    | 酒田方面出入口                                                     | 山形県 | 飽海郡 遊佐町   | 飽海郡 遊佐町   |
| 23              | 遊佐鳥海IC       | 国道345号                                                                                | 168.6          |    | 道の駅鳥海を移転・併設予定                                         | 山形県 | 飽海郡 遊佐町   | 飽海郡 遊佐町   |
|                 | 吹浦IC           | 国道7号                                                                                  |                |    | 2026年度開通予定                                                   | 山形県 | 飽海郡 遊佐町   | 飽海郡 遊佐町   |
|                 | 女鹿IC           | 国道7号                                                                                  |                |    | 開通時期未定                                                       | 山形県 | 飽海郡 遊佐町   | 飽海郡 遊佐町   |
|                 | 小砂川IC         | 国道7号                                                                                  |                |    | 2025年度開通予定                                                   | 秋田県 | にかほ市        | にかほ市        |
| 11              | 象潟IC           | 県道58号象潟矢島線                                                                       | 64.5           |    |                                                                    | 秋田県 | にかほ市        | にかほ市        |
| 12              | 金浦IC           | 国道7号                                                                                  | 57.7           |    |                                                                    | 秋田県 | にかほ市        | にかほ市        |
| 13              | 仁賀保IC         | 国道7号                                                                                  | 50.8           |    |                                                                    | 秋田県 | にかほ市        | にかほ市        |
| -               | 両前寺仮出入口   | 国道7号                                                                                  | 49.5           |    | 2012年10月27日廃止                                                 | 秋田県 | にかほ市        | にかほ市        |
| -               | 西目PA           | -                                                                                        | 44.5           |    |                                                                    | 秋田県 | 由利本荘市      | 由利本荘市      |
| 14              | 本荘IC           | 国道107号                                                                                | 38.3           |    |                                                                    | 秋田県 | 由利本荘市      | 由利本荘市      |
| 14-1            | 大内JCT          | 国道105号（岩谷道路）                                                                    | 29.1           | -  |                                                                    | 秋田県 | 由利本荘市      | 由利本荘市      |
| 14-2            | 松ヶ崎亀田IC     |                                                                                          | 22.2           |    |                                                                    | 秋田県 | 由利本荘市      | 由利本荘市      |
| 15              | 岩城IC           | 県道44号雄和岩城線                                                                       | 16.7           |    |                                                                    | 秋田県 | 由利本荘市      | 由利本荘市      |
| -               | 雄和PA           | -                                                                                        |                |    | 2030年度供用予定                                                   | 秋田県 | 秋田市          | 秋田市          |
| -               | 秋田空港TB       | -                                                                                        | 2.8            | -  |                                                                    | 秋田県 | 秋田市          | 秋田市          |
| 16              | 秋田空港IC       | 県道61号秋田御所野雄和線                                                                 | 2.4            |    |                                                                    | 秋田県 | 秋田市          | 秋田市          |
| 5-1             | 河辺JCT          | E7 秋田自動車道（日本海沿岸東北自動車道） E46 秋田自動車道（東北横断自動車道釜石秋田線） | 0.0            | -  |                                                                    | 秋田県 | 秋田市          | 秋田市          |

- あつみ温泉IC - 鶴岡JCTのキロポスト (KP) は、鶴岡JCTで接続する山形道の「130.1KP」を基準にして、そのKPに合わせるための暫定KP（鶴岡JCT - 酒田みなとICは山形道だった時のKPが設置してある）。
- 河辺JCT - 象潟ICのKPは、暫定的に秋田自動車道側の河辺JCTを起点としている。

## 料金
本道は、設立に当たっての事業方式の違いによって有料／無料区間が混在している。道路管理も、無料区間は国土交通省の各河川国道事務所、有料区間はNEXCO東日本の各管理事務所と、異なった組織が所管している。

### 無料区間
荒川胎内IC - 朝日まほろばIC間、あつみ温泉IC - 鶴岡JCT間、酒田みなとIC - 遊佐鳥海IC間、本荘IC - 岩城ICは、高速道路会社によらない国と地方自治体の負担による新たな直轄事業である新直轄方式によって建設事業が進められたため、前述区間のうち鶴岡西IC - 鶴岡JCTを除く区間は通行料金が発生せず、無料である。

### 有料区間
上記無料区間以外は、一般の高速道路と同じ料金体系に基づき料金を徴収される。
ただし一部特例があり、鶴岡JCT料金所 - 酒田みなとIC、および山形自動車道の湯殿山IC - 鶴岡JCTの庄内地方の区間では他の有料道路と接続していない飛地となっているため、割安な料金となっている。
- 湯殿山IC - 庄内あさひIC : 210円（430円）
- 庄内あさひIC - 鶴岡IC : 350円（530円）
- 鶴岡IC - 庄内空港IC : 260円（440円）
- 鶴岡JCT - 庄内空港IC : 210円（410円）
- 庄内空港IC - 酒田IC : 210円（350円）
- 酒田IC - 酒田中央IC : 100円
- 酒田中央IC - 酒田みなとIC：150円

※上記の料金は普通車のもの。()内は通常単価で計算した場合の料金。

2区間以上を連続して走行した場合は、それぞれの区間の料金の合算額とする。 (PDF) 
2010年（平成22年）6月28日から有料区間の新潟中央JCT - 荒川胎内IC、岩城IC - 河辺JCT間において無料化社会実験を行っていたが、2011年（平成23年）3月11日に発生した東北地方太平洋沖地震（東日本大震災）の復興費用確保のため、同年6月20日の0時をもって一旦終了した。そして同日より、東日本大震災の被災者支援と復興・復旧支援を目的に、一部車両を対象に通行料金を無料とする措置を同区間で開始したが、2012年（平成24年）3月31日に日本海東北道における無料措置は終了している。

## 歴史
| 1994 | (7月)(北陸自動車道として)新潟中央JCT - 新潟亀田IC                                            |
| 1995 |                                                                                              |
| 1996 |                                                                                              |
| 1997 | (10月)(山形自動車道として)鶴岡JCT - 酒田IC (11月)(北陸自動車道として)新潟亀田IC - 新潟空港IC |
| 1998 |                                                                                              |
| 1999 |                                                                                              |
| 2000 |                                                                                              |
| 2001 | (7月) 秋田空港IC - 河辺JCT (8月)(山形自動車道として)酒田IC - 酒田みなとIC                    |
| 2002 | (5月)新潟空港IC - 聖籠新発田IC (10月)聖籠新発田IC - 中条IC、岩城IC - 秋田空港IC              |
| 2003 |                                                                                              |
| 2004 |                                                                                              |
| 2005 |                                                                                              |
| 2006 |                                                                                              |
| 2007 | (9月)両前寺仮出入口 - 岩城IC                                                                 |
| 2008 |                                                                                              |
| 2009 | (7月)中条IC - 荒川胎内IC                                                                     |
| 2010 | (3月)荒川胎内IC - 神林岩船港IC                                                               |
| 2011 | (3月)神林岩船港IC - 朝日まほろばIC                                                           |
| 2012 | (3月)あつみ温泉IC - 鶴岡JCT (10月)金浦IC - 両前寺仮出入口                                    |
| 2013 |                                                                                              |
| 2014 |                                                                                              |
| 2015 | (10月)象潟IC - 金浦IC                                                                        |
| 2016 |                                                                                              |
| 2017 |                                                                                              |
| 2018 |                                                                                              |
| 2019 |                                                                                              |
| 2020 | (12月)酒田みなとIC - 遊佐比子IC                                                              |
| 2021 |                                                                                              |
| 2022 |                                                                                              |
| 2023 |                                                                                              |
| 2024 | (3月)遊佐比子IC - 遊佐鳥海IC                                                                 |
| 2025 | (予定)小砂川IC - 象潟IC                                                                      |
| 2026 | (予定)遊佐鳥海IC - 吹浦IC                                                                    |

- 1994年（平成6年）7月28日 : 北陸自動車道として新潟中央JCT - 新潟亀田IC間が開通と同時に磐越自動車道と接続する。
- 1997年（平成9年）
  - 10月30日 : 山形自動車道として庄内あさひIC - 酒田IC間が開通する[26]。
  - 11月13日 : 北陸自動車道として新潟亀田IC - 新潟空港IC間が開通する。
- 2001年（平成13年）
  - 7月7日 : 秋田空港IC - 河辺JCT開通[27]。
  - 8月9日 : 山形自動車道として酒田IC - 酒田みなとIC間が開通する[26]。
- 2002年（平成14年）
  - 5月26日 : 新潟空港IC - 聖籠新発田IC間が開通し[28]、同時に新潟中央JCT - 新潟空港IC間を北陸自動車道から日本海東北自動車道に改称する。
  - 10月20日 : 聖籠新発田IC - 中条IC間が開通する[28]。
  - 10月26日 : 岩城IC - 秋田空港IC間が開通する[27]。
- 2005年（平成17年）10月1日 : 日本道路公団民営化により、東日本高速道路株式会社の所管となる。
- 2006年（平成18年）2月7日 : 荒川IC（現・荒川胎内IC）- 朝日IC（現・朝日まほろばIC）間が新直轄区間となる。
- 2007年（平成19年）
  - 3月30日 : 岩城料金所を廃止し秋田空港本線料金所に移設する。
  - 4月1日 : 豊栄SICが供用開始する。
  - 9月17日 : 両前寺仮出入口 - 岩城IC間が開通し、大内JCTで岩谷道路と接続する[29]。
- 2009年（平成21年）
  - 3月14日 : 救急車退出路（加治川紫雲寺BS併設）の運用を開始する。
  - 6月30日 : 神林IC（現・神林岩船港IC）、村上第二IC（現・村上山辺里IC）、朝日第二IC（現・朝日三面IC）、五十川IC（現・いらがわIC）、三瀬IC、鶴岡西IC、酒田中央JCT（現・酒田中央IC）の各ICの追加設置の許可が出る[30]。
  - 7月18日 : 中条IC - 荒川胎内IC間が開通する[31][28]。
- 2010年（平成22年）2月2日 : 有料区間の新潟中央JCT - 荒川胎内IC間、岩城IC - 河辺JCT間を高速道路無料化社会実験の対象区間とする案が発表される[32]。
  - 2月15日 : 荒川胎内IC - 神林岩船港IC間の開通が2010年3月28日になることと、仮称であった神林IC、村上IC、村上第二IC、朝日第二IC、朝日ICの各インターチェンジの名称が、それぞれ神林岩船港IC、村上瀬波温泉IC、村上山辺里IC、朝日三面IC、朝日まほろばICに正式決定する[33]。
  - 3月28日 : 荒川胎内IC - 神林岩船港IC間が開通する[34]。
  - 4月1日 : 荒川胎内IC - 神林岩船港IC間の管理体制が新潟国道事務所から羽越河川国道事務所に変更される[35]。
  - 6月28日 : 有料区間の新潟中央JCT - 荒川胎内IC間、岩城IC - 河辺JCT間を対象とした高速道路無料化社会実験が開始される[36]。
- 2011年（平成23年）
  - 3月27日 : 神林岩船港IC - 朝日まほろばIC間が開通する[37][34]。
  - 6月20日 : 政府が東日本大震災の復旧・復興費用をまかなうため、0時をもって高速道路無料化社会実験が一旦終了し、一時凍結される[38]。
東日本大震災による被災者支援、復旧・復興支援を目的に、一部車両を対象に通行料金を無料とする措置を、有料区間である新潟中央JCT - 荒川胎内IC間でそれぞれ開始される[39]。
  - 8月23日 : 国土交通省が朝日まほろばIC - 温海IC（現・あつみ温泉IC）間、遊佐IC-象潟IC間の2区間の整備案の検討を9月から始めると発表する[40]。
- 2012年（平成24年）
  - 3月24日 : あつみ温泉IC - 鶴岡JCT間が開通し、山形自動車道と接続する[41]。
同時に鶴岡JCT - 酒田みなとIC間を山形自動車道から日本海東北自動車道に改称する[41]。
  - 3月31日 : 東日本大震災による観光振興を目的に、土日祝日の普通車・軽自動車等（ETC搭載車限定）で無料とする措置を終了する[25]。
  - 10月27日 : 金浦IC - 両前寺仮出入口間が開通し、同時に両前寺仮出入口 廃止する[21]。
- 2013年（平成25年）5月15日 : 基本計画区間だった朝日温海道路、遊佐象潟道路が事業化する[3]。
- 2015年（平成27年）
  - 10月18日 : 象潟IC - 金浦IC間が開通する[42]。
  - 11月14日 : 国道47号新庄酒田道路（余目酒田道路）の開通に伴い酒田中央ICおよび酒田みなと料金所が供用を開始する[43] 。
- 2016年（平成28年）
  - 3月26日 : 新潟東SICが供用を開始する[44]。
  - 11月29日 : 荒川PAが供用を開始する[45]。
- 2019年（平成31年/令和元年） 9月4日 : 国土交通省が日本海東北道の暫定2車線区間のうち、豊栄SA/SIC - 荒川胎内IC間と酒田中央IC - 酒田みなとIC間を10 - 15年後を目処に4車線化する優先整備区間に選定する方針を発表[46][47][48]。
- 2020年（令和2年）
  - 10月29日 : 酒田みなとIC - 遊佐比子IC間の開通が2020年12月13日になることと、仮称であった遊佐比子IC、遊佐十里塚IC、遊佐鳥海ICの各インターチェンジの名称が、それぞれ遊佐比子IC、遊佐菅里IC、遊佐鳥海ICに正式決定する[17]。
  - 12月13日 : 酒田みなとIC - 遊佐比子IC間が開通する[17]。
- 2023年（令和5年）
  - 3月24日 : 胎内SIC開通に伴う中条TB - 荒川胎内IC間の料金収受体制の変更を実施[49]。
  - 3月26日 : 胎内SICが供用を開始する[49]。
- 2024年（令和6年）
  - 3月23日 : 遊佐比子IC - 遊佐鳥海IC間が開通する[50]。
  - 7月24日 : 大雨の影響で遊佐比子IC - 遊佐鳥海IC間の斜面が陥没し、通行止めとなった[51]。
  - 8月9日：応急の復旧工事が終了し、遊佐比子IC - 遊佐鳥海IC間の通行止めが解除された[52]。

### 開通予定年度
- 2025年度 : 小砂川IC - 象潟IC（遊佐象潟道路）[20][注釈 1]
- 2026年度 : 遊佐鳥海IC - 吹浦IC（遊佐象潟道路）[19][20]
- 未定 : 朝日まほろばIC - あつみ温泉IC（朝日温海道路）、吹浦IC - 小砂川IC（遊佐象潟道路）[20][19]

## 路線状況

### 車線・最高速度・料金
| 区間                                      | 車線 上下線=上り線+下り線 | 最高速度 | 料金 | 備考 |
| ----------------------------------------- | ------------------------- | -------- | ---- | ---- |
| 新潟中央JCT - 豊栄SA/SIC                  | 4=2+2                     | 100 km/h | 有料 |      |
| 豊栄SA/SIC - 荒川胎内IC                   | 2=1+1 （暫定2車線）       | 70 km/h  | 有料 | ※1   |
| 荒川胎内IC - 朝日まほろばIC               | 2=1+1 （暫定2車線）       | 70 km/h  | 無料 |      |
| （朝日まほろばIC - あつみ温泉IC間未開通） |                           |          |      |      |
| あつみ温泉IC - 鶴岡JCT                    | 2=1+1 （暫定2車線）       | 70 km/h  | 無料 |      |
| 鶴岡JCT - 酒田みなとIC                    | 2=1+1 （暫定2車線）       | 70 km/h  | 有料 | ※2   |
| 酒田みなとIC - 遊佐鳥海IC                 | 2=1+1 （暫定2車線）       | 80 km/h  | 無料 |      |
| （遊佐鳥海IC - 象潟IC間未開通）           |                           |          |      |      |
| 象潟IC - 金浦IC                           | 2=1+1 （暫定2車線）       | 80 km/h  | 無料 |      |
| 金浦IC - 岩城IC                           | 2=1+1 （暫定2車線）       | 70 km/h  | 無料 |      |
| 岩城IC - 秋田空港IC                       | 2=1+1 （暫定2車線）       | 70 km/h  | 有料 |      |
| 秋田空港IC - 河辺JCT                      | 3=1+2 （暫定3車線）       | 80 km/h  | 有料 |      |

- ※1 : 豊栄SA/SIC - 荒川胎内IC間は4車線化優先整備区間[46][47][48]
- ※2 : 酒田中央IC - 酒田みなとIC間は4車線化優先整備区間[46][47][48]

大半の区間で暫定2車線となっているが、一部のIC付近では追い越し車線が設置されている区間もある。また、各本線料金所付近は40 km/hに、酒田みなとIC - 遊佐鳥海IC間と象潟IC - 金浦IC間は鉄柵の分離帯が設置されているため80 km/hとなっている。
鶴岡JCT - 酒田みなとICは、他の区間と比較して割安な料金設定となっている。
詳細は山形自動車道#料金特例を参照。

### サービスエリア・パーキングエリア
日本海東北道の休憩施設は豊栄サービスエリア (SA) を含めすべて無人である。さらに、日本海東北道にはガソリンスタンドが設置されている休憩施設はない。
なお、三瀬インターチェンジ (IC) - 鶴岡西IC間の鶴岡市矢引・大広地内にある矢引パーキングエリア（PA）は、他のパーキングエリア (PA)・サービスエリア (SA) と異なり、駐車場のみでトイレ等は無い。下り線側のPAには道路管理施設が設置され、駐車場は共用となっている。

### 主なトンネルと橋
| 区間                          | 構造物名             | 長さ    | 長さ    |
| 区間                          | 構造物名             | 上り線  | 下り線  |
| ----------------------------- | -------------------- | ------- | ------- |
| 新潟空港IC - 豊栄SA           | 阿賀のかけはし       | 951 m   | 951 m   |
| 神林岩船港IC - 村上瀬波温泉IC | 山元トンネル         |         | 228 m   |
| あつみ温泉IC - いらがわIC     | 天魄山トンネル       | 1,025 m |         |
| あつみ温泉IC - いらがわIC     | あつみトンネル       | 6,022 m |         |
| いらがわIC - 三瀬IC           | かたのりざわトンネル | 1,993 m |         |
| いらがわIC - 三瀬IC           | 小波渡トンネル       | 2,496 m |         |
| 三瀬IC - 鶴岡西IC             | 三瀬トンネル         | 544 m   |         |
| 庄内空港IC - 酒田IC           | 黒森赤川橋           |         | 230 m   |
| 酒田IC - 酒田みなとIC         | 最上川白鳥大橋       |         | 674 m   |
| にかほIC - 西目PA             | 出戸トンネル         | 579 m   |         |
| にかほIC - 西目PA             | 西目トンネル         | 386 m   |         |
| にかほIC - 西目PA             | 孔雀館トンネル       | 432 m   |         |
| 大内JCT - 松ヶ崎亀田IC        | 芦川トンネル         |         | 638 m   |
| 松ヶ崎亀田IC - 岩城IC         | 二古トンネル         |         | 1,417 m |
| 岩城IC - 秋田空港IC           | 道川トンネル         |         | 290 m   |
| 岩城IC - 秋田空港IC           | 板沢トンネル         |         | 307 m   |
| 秋田空港IC - 河辺JCT          | 雄物川橋             |         | 450 m   |

#### トンネルの数
| 区間                              | 上り線 | 下り線 |
| --------------------------------- | ------ | ------ |
| 新潟中央JCT - 神林岩船港IC        | 0      | 0      |
| 神林岩船港IC - 村上瀬波温泉IC     | 1      | 1      |
| 村上瀬波温泉IC - 朝日まほろばIC   | 0      | 0      |
| （朝日まほろばIC - あつみ温泉IC） | 事業中 | 事業中 |
| あつみ温泉IC - いらがわIC         | 2      | 2      |
| いらがわIC - 三瀬IC               | 2      | 2      |
| 三瀬IC - 鶴岡西IC                 | 1      | 1      |
| 鶴岡西IC - 酒田みなとIC           | 0      | 0      |
| （遊佐鳥海IC - 象潟IC間）         | 事業中 | 事業中 |
| 象潟IC - にかほIC                 | 0      | 0      |
| にかほIC - 西目PA                 | 3      | 3      |
| 西目PA - 大内JCT                  | 0      | 0      |
| 大内JCT - 松ヶ崎亀田IC            | 1      | 1      |
| 松ヶ崎亀田IC - 岩城IC             | 1      | 1      |
| 岩城IC - 秋田空港IC               | 2      | 2      |
| 秋田空港IC - 河辺JCT              | 0      | 0      |
| 合計                              | 13     | 13     |

※トンネルのある区間は暫定2車線の対面通行であるため、上下線で1本のトンネルとなっている。

### 道路管理者
- NEXCO東日本
  - 新潟支社
    - 新潟管理事務所 : 新潟中央JCT - 荒川胎内IC

  - 東北支社
    - 鶴岡管理事務所 : 鶴岡JCT料金所 - 酒田みなとIC
    - 秋田管理事務所 : 岩城IC - 河辺JCT
- 国土交通省
  - 北陸地方整備局
    - 羽越河川国道事務所 : 荒川胎内IC - 朝日まほろばIC

  - 東北地方整備局
    - 酒田河川国道事務所 : あつみ温泉IC - 鶴岡JCT料金所、酒田みなとIC - 遊佐比子IC
    - 秋田河川国道事務所 : 象潟IC - 岩城IC

### 交通量
24時間交通量（台） 道路交通センサス
| 区間                            | 平成17（2005）年度 | 平成22（2010）年度 | 平成27（2015）年度 |
| ------------------------------- | ------------------ | ------------------ | ------------------ |
| 新潟中央JCT - 新潟亀田IC        | 16,139             | 27,673             | 18,382             |
| 新潟亀田IC - 新潟東SIC          | 11,947             | 27,860             | 14,316             |
| 新潟東SIC - 新潟空港IC          | 11,947             | 27,860             | 14,316             |
| 新潟空港IC - 豊栄SASIC          | 09,743             | 27,881             | 12,524             |
| 豊栄SASIC - 豊栄新潟東港IC      | 09,743             | 27,878             | 11,649             |
| 豊栄新潟東港IC - 聖籠新発田IC   | 07,650             | 21,966             | 09,720             |
| 聖籠新発田IC - 中条IC           | 05,660             | 21,561             | 09,515             |
| 中条IC - 荒川胎内IC             | 調査当時未開通     | 15,721             | 07,864             |
| 荒川胎内IC - 神林岩船港IC       | 調査当時未開通     | 10,996             | 12,732             |
| 神林岩船港IC - 村上瀬波温泉IC   | 調査当時未開通     | 調査当時未開通     | 13,117             |
| 村上瀬波温泉IC - 村上山辺里IC   | 調査当時未開通     | 調査当時未開通     | 08,770             |
| 村上山辺里IC - 朝日三面IC       | 調査当時未開通     | 調査当時未開通     | 06,571             |
| 朝日三面IC - 朝日まほろばIC     | 調査当時未開通     | 調査当時未開通     | 05,642             |
| 朝日まほろばIC - あつみ温泉IC間 | 未開通             | 未開通             | 未開通             |
| あつみ温泉IC - いらがわIC       | 調査当時未開通     | 調査当時未開通     | 05,064             |
| いらがわIC - 三瀬IC             | 調査当時未開通     | 調査当時未開通     | 06,339             |
| 三瀬IC - 鶴岡西IC               | 調査当時未開通     | 調査当時未開通     | 07,225             |
| 鶴岡西IC - 鶴岡JCT              | 調査当時未開通     | 調査当時未開通     | 01,221             |
| 鶴岡JCT - 庄内空港IC            | 03,204             | 09,751             | 03,251             |
| 庄内空港IC - 酒田IC             | 03,021             | 09,952             | 02,763             |
| 酒田IC - 酒田中央IC             | 01,687             | 05,259             | 01,358             |
| 酒田中央IC - 酒田みなとIC       | 01,687             | 05,259             | 01,358             |
| 酒田みなとIC - 遊佐鳥海IC       | 調査当時未開通     | 調査当時未開通     | 調査当時未開通     |
| 遊佐鳥海IC - 象潟IC間           | 未開通             | 未開通             | 未開通             |
| 象潟IC - 金浦IC                 | 調査当時未開通     | 調査当時未開通     | 04,362             |
| 金浦IC - 仁賀保IC               | 調査当時未開通     | 調査当時未開通     | 09,342             |
| 仁賀保IC - 本荘IC ※             | 調査当時未開通     | 10,641             | 10,777             |
| 本荘IC - 大内JCT                | 調査当時未開通     | 10,075             | 09,876             |
| 大内JCT - 松ヶ崎亀田IC          | 調査当時未開通     | 12,483             | 12,465             |
| 松ヶ崎亀田IC - 岩城IC           | 調査当時未開通     | 11,387             | 11,372             |
| 岩城IC - 秋田空港IC             | 01,049             | 04,764             | 02,663             |
| 秋田空港IC - 河辺JCT            | 01,623             | 03,151             | 02,764             |

（出典：「平成22年度道路交通センサス」・「平成27年度全国道路・街路交通情勢調査」（国土交通省ホームページ）より一部データを抜粋して作成）
※平成22年度調査時は、仁賀保ICは完成しておらず、両前寺仮出入口 - 本荘ICの供用だった。
- 平成22年度の調査期間中において有料区間全線では、高速道路無料化社会実験が行われていた。

- 令和2年度に実施予定だった交通量調査は、新型コロナウイルスの影響で延期された[53]。

## 地理

### 通過する自治体
- 新潟県
  - 新潟市（江南区 - 東区 - 北区） - 新発田市 - 北蒲原郡聖籠町 - 新発田市 - 北蒲原郡聖籠町 - 新発田市 - 胎内市 - 村上市
- 山形県
  - 鶴岡市 - 酒田市 - 飽海郡遊佐町
- 秋田県
  - にかほ市 - 由利本荘市 - 秋田市

### 接続する高速道路
- E8 北陸自動車道（新潟中央JCTで直結）
- E49 磐越自動車道（新潟中央JCTで接続）
- E48 山形自動車道（鶴岡JCTで接続）
- E7/E46 秋田自動車道（河辺JCTで接続）

鶴岡JCTでは新潟方面⇔酒田方面および山形方面⇔酒田方面のみのハーフジャンクションであり、新潟方面⇔山形方面の通行はできない。このため、新潟方面と山形方面を日本海東北道経由で行き来する場合は、鶴岡西IC - 鶴岡IC間で一旦高速道路を降りて国道7号を経由する必要がある。